# Coleorhiza
De coleorhiza, coleorrhiza of wortelschede is een weefsellaag dat het worteltje in het zaad omgeeft en bij eenzaadlobbigen voorkomt. Het is een beschermende laag om het wortelmutsje en de wortel. De coleorhiza komt als eerste uit het zaad tevoorschijn. Tijdens de kieming groeit de coleorhiza in het begin door celstrekking mee, maar wordt uiteindelijk door de wortel doorboort en blijft dan achter als een kraagje om de wortelvoet. Ook de bijwortels hebben een coleorhiza.

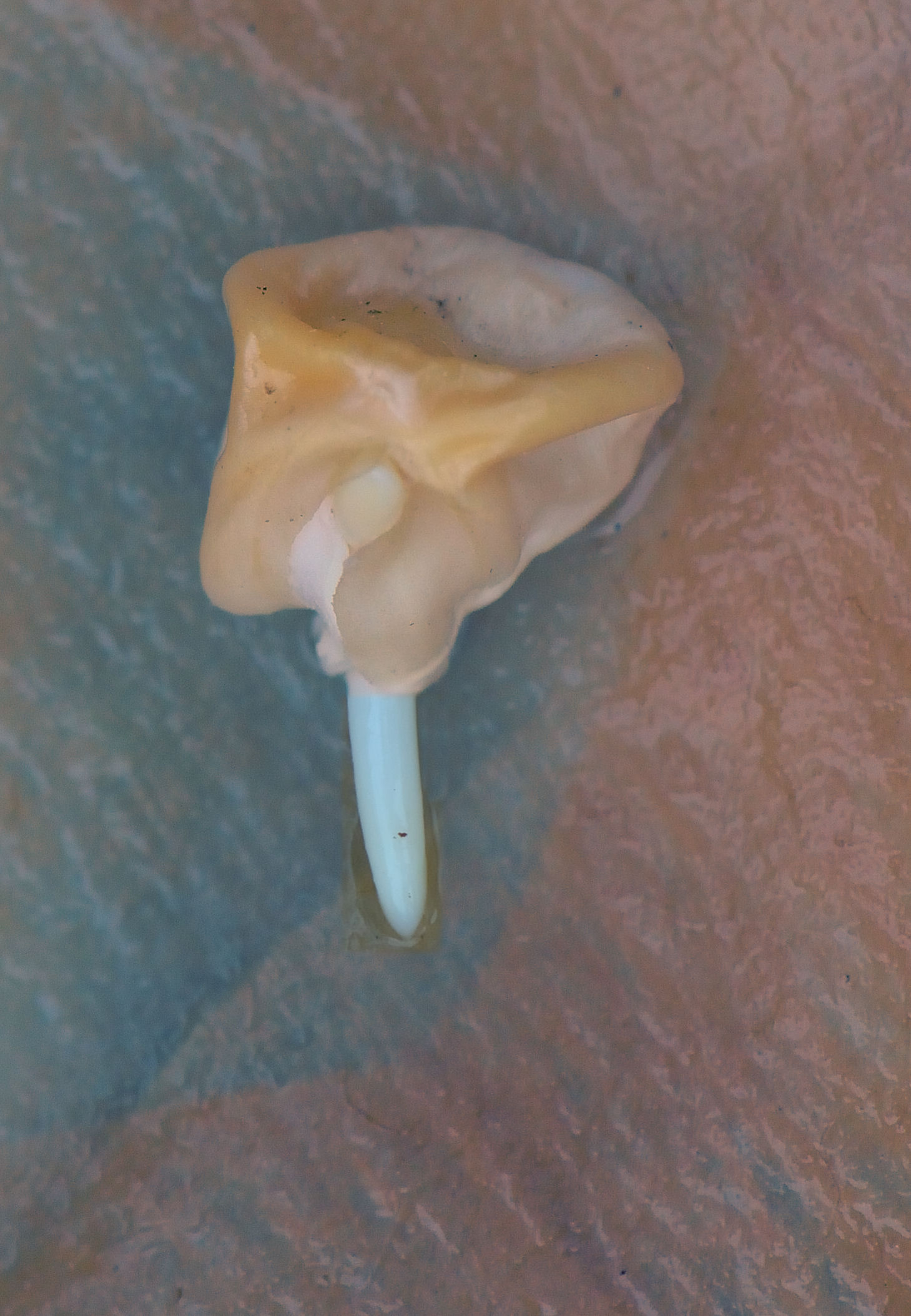
Coleorhiza bij suikermais
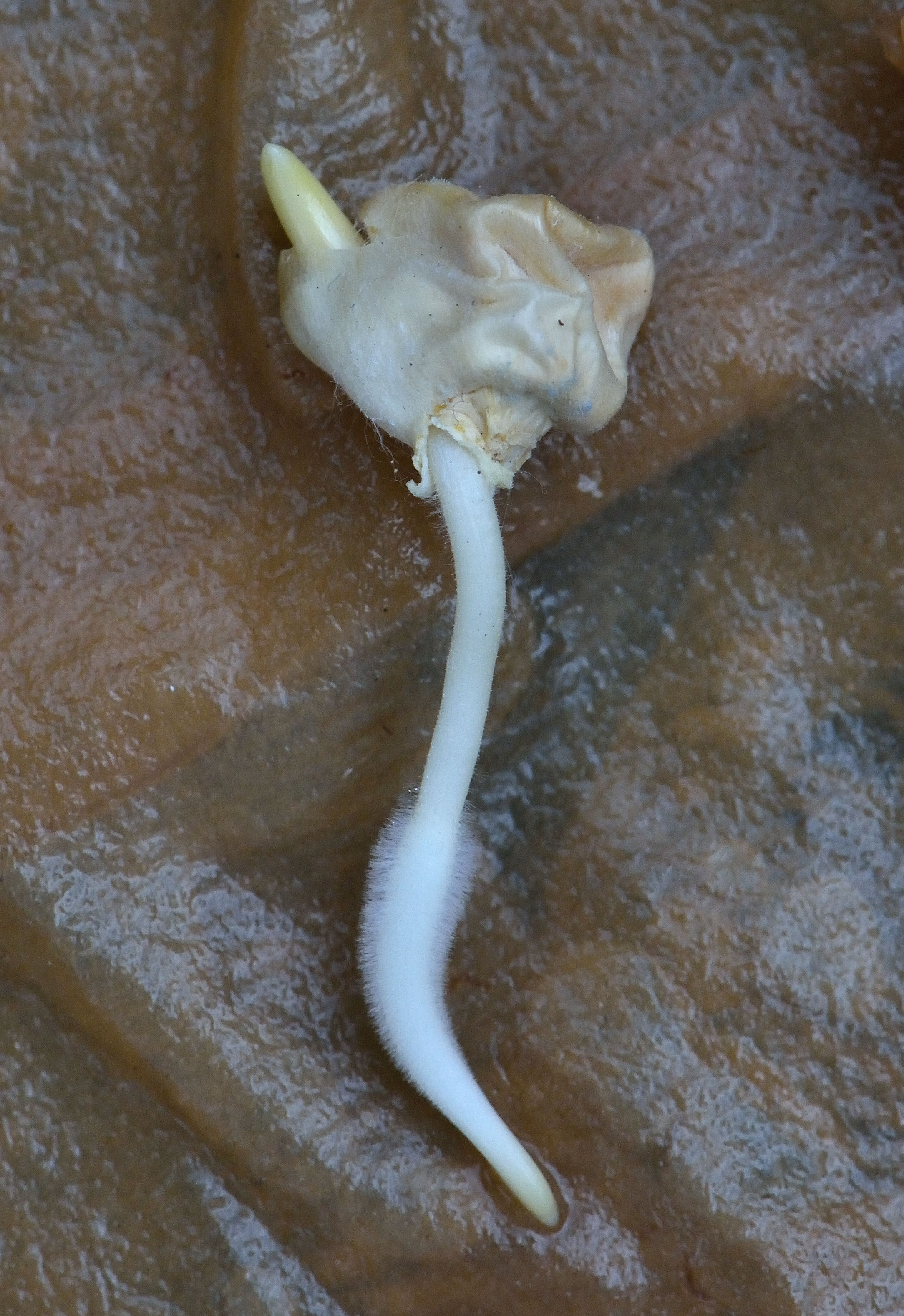
Kraagje van de coleorhiza en coleoptyl bij suikermais
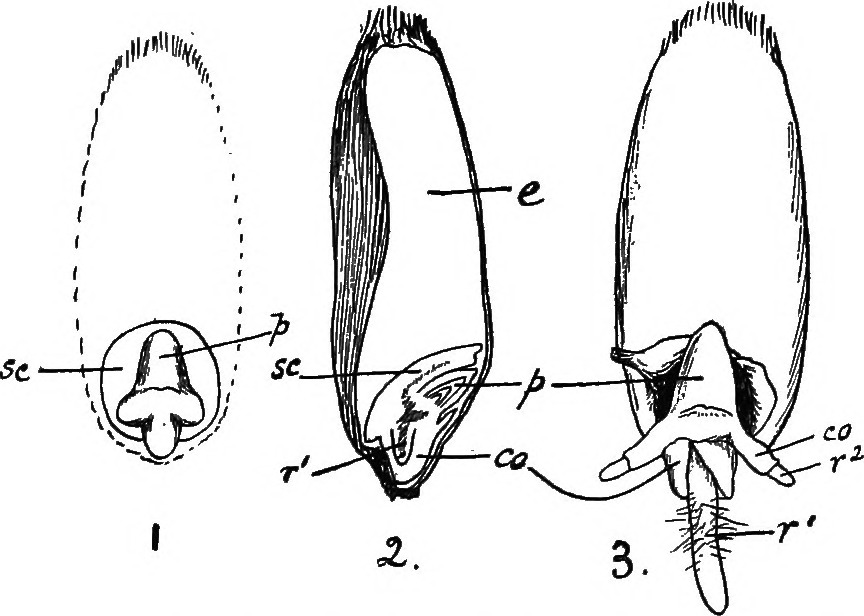

- Tarwekorrel. co=coleorhiza, r1 en r2=worteltje
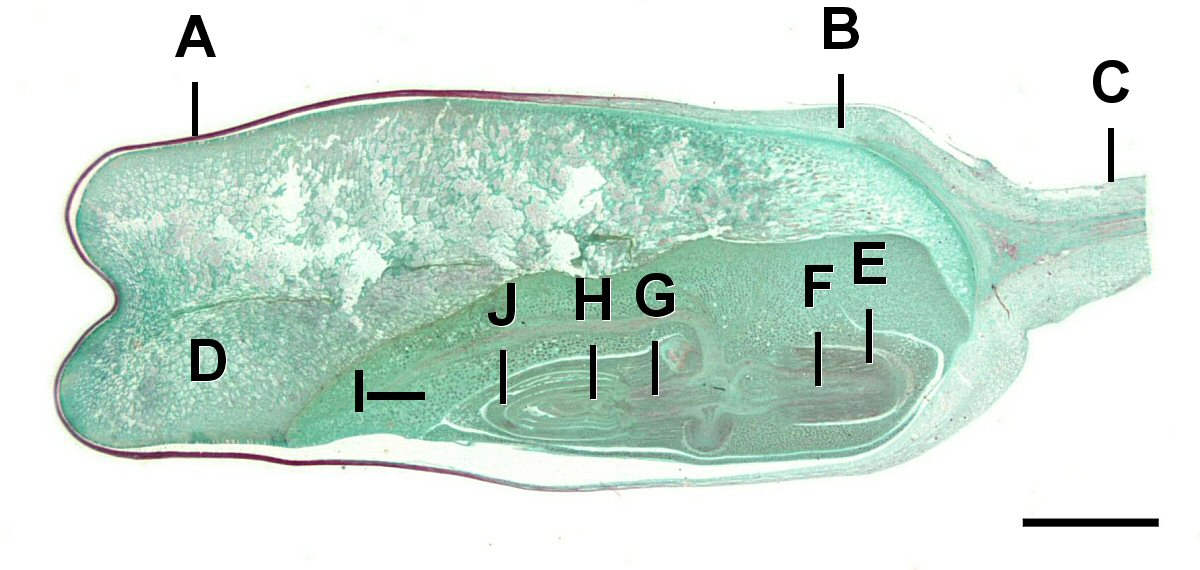
Lengtedoorsnede maiskorrel, schaal=1,4 mm: A=pericarp, B=aleuronlaag C=Aanhechting zaad, D=endosperm E=coleorhiza, F=worteltje G=hypocotyl, H=pluimpje I=schildje, J=coleoptyl
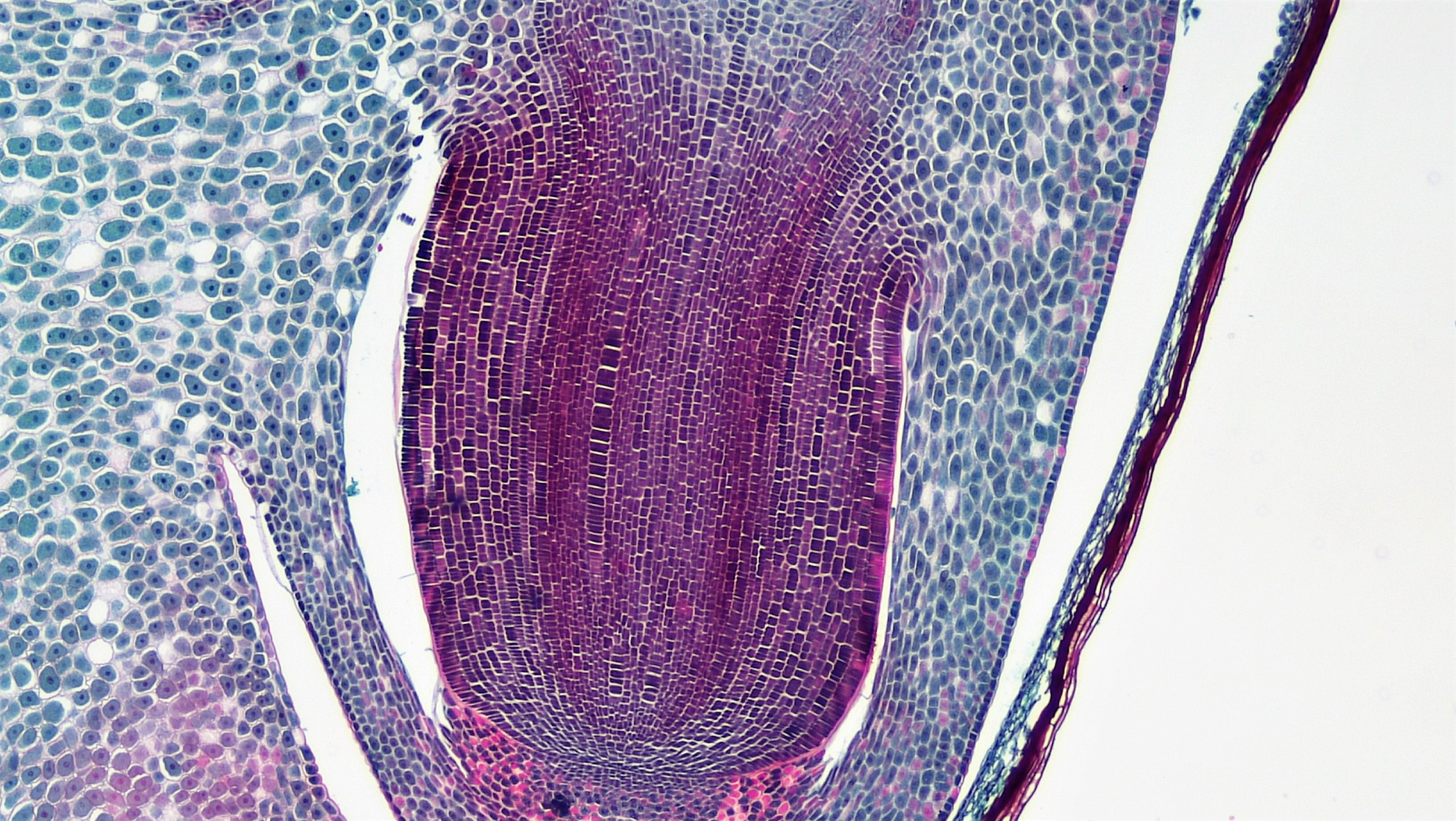
Worteltje van mais met wortelmutsje en coleorhiza